# مالو گوستو
مالو گوستو (انگلیسی: Malo Gusto؛ زادهٔ ۱۹ مهٔ ۲۰۰۳) بازیکن فوتبال اهل فرانسه است که در پست دفاع راست برای باشگاه فوتبال چلسی در لیگ برتر فوتبال انگلستان بازی می‌کند.
وی همچنین در تیم‌های ملی فوتبال زیر ۱۶ سال فرانسه، زیر ۱۷ سال فرانسه، زیر ۱۹ سال فرانسه و زیر ۲۱ سال فرانسه بازی کرده است.

## افتخارات
چلسی
- لیگ کنفرانس اروپا: ۲۰۲۴–۲۵[۱]
- جام جهانی باشگاه‌ها: ۲۰۲۵[۲]
- جام اتحادیه باشگاه‌های انگلستان نایب قهرمان: ۲۰۲۳–۲۴[۳]